# Шивалік

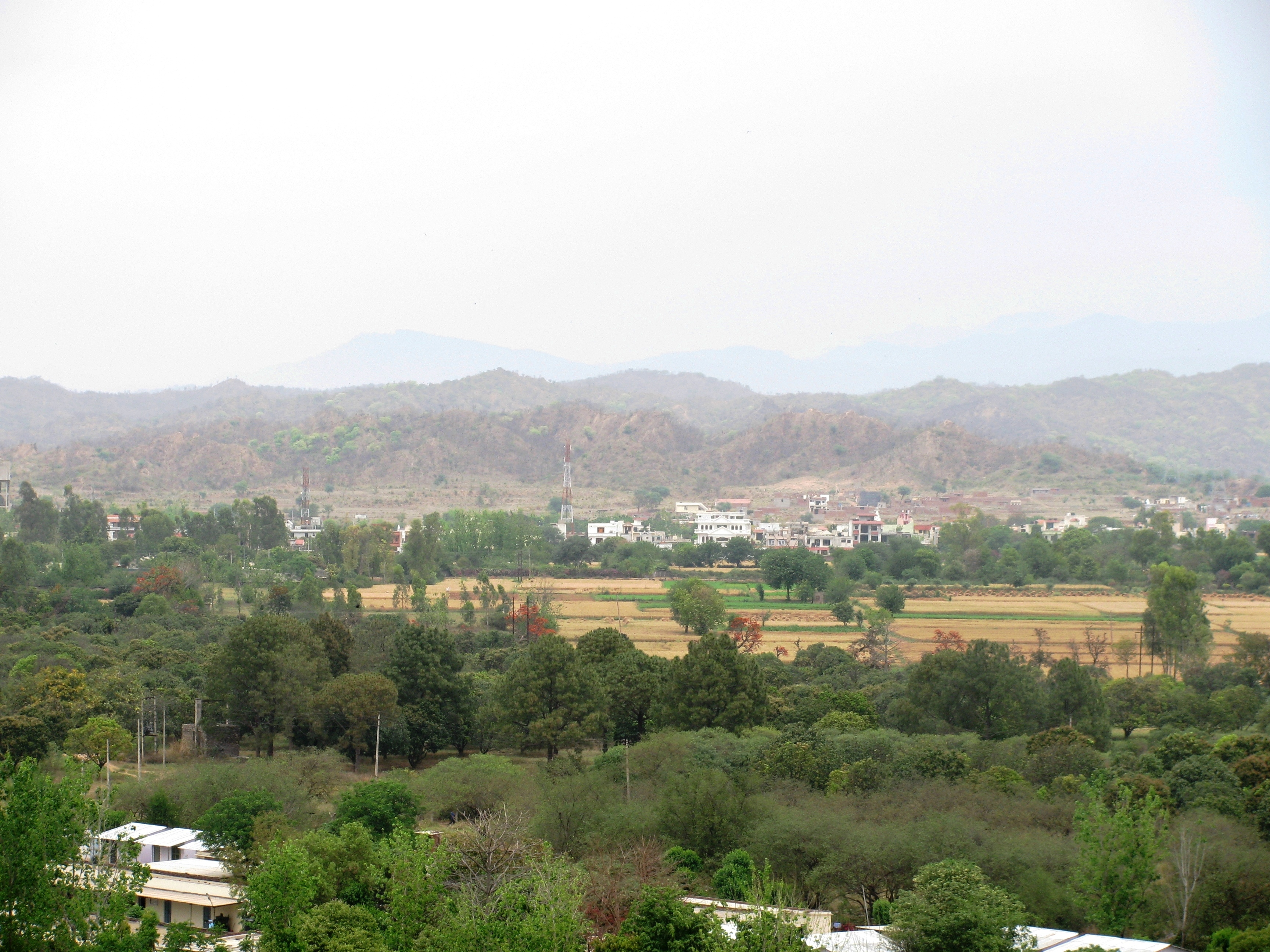
Пагорби Шивалік біля Чандігарха

Шивалік — найпівденніше та геологічно наймолодше гірське пасмо в системі Гімалаїв. Вершини головного хребта досягають відносної висоти 800—1200 м, численні субхребти дещо нижчі. Хребет тягнеться на 1600 км, починаючись біля річки Тіста в Сіккімі, продовжуються по території Непалу та Уттаракханду до Кашміру та північного Пакистану.